# Danh sách tiểu hành tinh: 22001–22100
| Tên                | Tên đầu tiên | Ngày phát hiện       | Nơi phát hiện                      | Người phát hiện      |
| ------------------ | ------------ | -------------------- | ---------------------------------- | -------------------- |
| 22001 -            | 1999 XY41    | 7 tháng 12 năm 1999  | Socorro                            | LINEAR               |
| 22002 Richardregan | 1999 XB42    | 7 tháng 12 năm 1999  | Socorro                            | LINEAR               |
| 22003 Startek      | 1999 XO42    | 7 tháng 12 năm 1999  | Socorro                            | LINEAR               |
| 22004 -            | 1999 XF45    | 7 tháng 12 năm 1999  | Socorro                            | LINEAR               |
| 22005 Willnelson   | 1999 XK47    | 7 tháng 12 năm 1999  | Socorro                            | LINEAR               |
| 22006 -            | 1999 XP51    | 7 tháng 12 năm 1999  | Socorro                            | LINEAR               |
| 22007 -            | 1999 XQ57    | 7 tháng 12 năm 1999  | Socorro                            | LINEAR               |
| 22008 -            | 1999 XM71    | 7 tháng 12 năm 1999  | Socorro                            | LINEAR               |
| 22009 -            | 1999 XK77    | 7 tháng 12 năm 1999  | Socorro                            | LINEAR               |
| 22010 -            | 1999 XM78    | 7 tháng 12 năm 1999  | Socorro                            | LINEAR               |
| 22011 -            | 1999 XR81    | 7 tháng 12 năm 1999  | Socorro                            | LINEAR               |
| 22012 -            | 1999 XO82    | 7 tháng 12 năm 1999  | Socorro                            | LINEAR               |
| 22013 -            | 1999 XO89    | 7 tháng 12 năm 1999  | Socorro                            | LINEAR               |
| 22014 -            | 1999 XQ96    | 7 tháng 12 năm 1999  | Socorro                            | LINEAR               |
| 22015 -            | 1999 XM100   | 7 tháng 12 năm 1999  | Socorro                            | LINEAR               |
| 22016 -            | 1999 XU101   | 7 tháng 12 năm 1999  | Socorro                            | LINEAR               |
| 22017 -            | 1999 XT104   | 10 tháng 12 năm 1999 | Oizumi                             | T. Kobayashi         |
| 22018              | 1999 XK105   | 8 tháng 12 năm 1999  | Nachi-Katsuura                     | Y. Shimizu, T. Urata |
| 22019 -            | 1999 XU106   | 4 tháng 12 năm 1999  | Catalina                           | CSS                  |
| 22020 -            | 1999 XG108   | 4 tháng 12 năm 1999  | Catalina                           | CSS                  |
| 22021 -            | 1999 XQ108   | 4 tháng 12 năm 1999  | Catalina                           | CSS                  |
| 22022 -            | 1999 XR110   | 5 tháng 12 năm 1999  | Catalina                           | CSS                  |
| 22023 -            | 1999 XH114   | 11 tháng 12 năm 1999 | Socorro                            | LINEAR               |
| 22024 -            | 1999 XY114   | 11 tháng 12 năm 1999 | Socorro                            | LINEAR               |
| 22025 -            | 1999 XS118   | 5 tháng 12 năm 1999  | Catalina                           | CSS                  |
| 22026 -            | 1999 XS119   | 5 tháng 12 năm 1999  | Catalina                           | CSS                  |
| 22027 -            | 1999 XS120   | 5 tháng 12 năm 1999  | Catalina                           | CSS                  |
| 22028 -            | 1999 XP125   | 7 tháng 12 năm 1999  | Catalina                           | CSS                  |
| 22029 -            | 1999 XN126   | 7 tháng 12 năm 1999  | Catalina                           | CSS                  |
| 22030 -            | 1999 XU127   | 7 tháng 12 năm 1999  | Črni Vrh                           | Črni Vrh             |
| 22031 -            | 1999 XA137   | 14 tháng 12 năm 1999 | Fountain Hills                     | C. W. Juels          |
| 22032 Mikekoop     | 1999 XB151   | 9 tháng 12 năm 1999  | Anderson Mesa                      | LONEOS               |
| 22033 -            | 1999 XH154   | 8 tháng 12 năm 1999  | Socorro                            | LINEAR               |
| 22034 -            | 1999 XL168   | 10 tháng 12 năm 1999 | Socorro                            | LINEAR               |
| 22035 -            | 1999 XR170   | 10 tháng 12 năm 1999 | Socorro                            | LINEAR               |
| 22036 -            | 1999 XL181   | 12 tháng 12 năm 1999 | Socorro                            | LINEAR               |
| 22037 -            | 1999 XQ181   | 12 tháng 12 năm 1999 | Socorro                            | LINEAR               |
| 22038 Margarshain  | 1999 XJ182   | 12 tháng 12 năm 1999 | Socorro                            | LINEAR               |
| 22039 -            | 1999 XA185   | 12 tháng 12 năm 1999 | Socorro                            | LINEAR               |
| 22040 -            | 1999 XR188   | 12 tháng 12 năm 1999 | Socorro                            | LINEAR               |
| 22041 -            | 1999 XK192   | 12 tháng 12 năm 1999 | Socorro                            | LINEAR               |
| 22042 -            | 1999 XP194   | 12 tháng 12 năm 1999 | Socorro                            | LINEAR               |
| 22043 -            | 1999 XW204   | 12 tháng 12 năm 1999 | Socorro                            | LINEAR               |
| 22044 -            | 1999 XS206   | 12 tháng 12 năm 1999 | Socorro                            | LINEAR               |
| 22045 -            | 1999 XD211   | 13 tháng 12 năm 1999 | Socorro                            | LINEAR               |
| 22046 -            | 1999 XU211   | 13 tháng 12 năm 1999 | Socorro                            | LINEAR               |
| 22047 -            | 1999 XU215   | 15 tháng 12 năm 1999 | Socorro                            | LINEAR               |
| 22048 -            | 1999 XK238   | 3 tháng 12 năm 1999  | Socorro                            | LINEAR               |
| 22049 -            | 1999 XW257   | 7 tháng 12 năm 1999  | Socorro                            | LINEAR               |
| 22050 -            | 1999 YV13    | 31 tháng 12 năm 1999 | Đài thiên văn Zvjezdarnica Višnjan | K. Korlević          |
| 22051 -            | 2000 AS7     | 2 tháng 1 năm 2000   | Socorro                            | LINEAR               |
| 22052 -            | 2000 AQ14    | 3 tháng 1 năm 2000   | Socorro                            | LINEAR               |
| 22053 -            | 2000 AO17    | 3 tháng 1 năm 2000   | Socorro                            | LINEAR               |
| 22054 -            | 2000 AP21    | 3 tháng 1 năm 2000   | Socorro                            | LINEAR               |
| 22055 -            | 2000 AS25    | 3 tháng 1 năm 2000   | Socorro                            | LINEAR               |
| 22056 -            | 2000 AU31    | 3 tháng 1 năm 2000   | Socorro                            | LINEAR               |
| 22057 Brianking    | 2000 AE52    | 4 tháng 1 năm 2000   | Socorro                            | LINEAR               |
| 22058 -            | 2000 AA64    | 4 tháng 1 năm 2000   | Socorro                            | LINEAR               |
| 22059 -            | 2000 AD75    | 5 tháng 1 năm 2000   | Socorro                            | LINEAR               |
| 22060 -            | 2000 AF76    | 5 tháng 1 năm 2000   | Socorro                            | LINEAR               |
| 22061 -            | 2000 AX98    | 5 tháng 1 năm 2000   | Socorro                            | LINEAR               |
| 22062 -            | 2000 AL99    | 5 tháng 1 năm 2000   | Socorro                            | LINEAR               |
| 22063 Dansealey    | 2000 AO99    | 5 tháng 1 năm 2000   | Socorro                            | LINEAR               |
| 22064 Angelalewis  | 2000 AQ99    | 5 tháng 1 năm 2000   | Socorro                            | LINEAR               |
| 22065 Colgrove     | 2000 AZ99    | 5 tháng 1 năm 2000   | Socorro                            | LINEAR               |
| 22066 -            | 2000 AX100   | 5 tháng 1 năm 2000   | Socorro                            | LINEAR               |
| 22067 -            | 2000 AM101   | 5 tháng 1 năm 2000   | Socorro                            | LINEAR               |
| 22068 -            | 2000 AG103   | 5 tháng 1 năm 2000   | Socorro                            | LINEAR               |
| 22069 -            | 2000 AK105   | 5 tháng 1 năm 2000   | Socorro                            | LINEAR               |
| 22070 -            | 2000 AN106   | 5 tháng 1 năm 2000   | Socorro                            | LINEAR               |
| 22071 -            | 2000 AB107   | 5 tháng 1 năm 2000   | Socorro                            | LINEAR               |
| 22072 -            | 2000 AT112   | 5 tháng 1 năm 2000   | Socorro                            | LINEAR               |
| 22073 -            | 2000 AX112   | 5 tháng 1 năm 2000   | Socorro                            | LINEAR               |
| 22074 -            | 2000 AB113   | 5 tháng 1 năm 2000   | Socorro                            | LINEAR               |
| 22075 -            | 2000 AL138   | 5 tháng 1 năm 2000   | Socorro                            | LINEAR               |
| 22076 -            | 2000 AZ138   | 5 tháng 1 năm 2000   | Socorro                            | LINEAR               |
| 22077 -            | 2000 AL140   | 5 tháng 1 năm 2000   | Socorro                            | LINEAR               |
| 22078 -            | 2000 AF149   | 7 tháng 1 năm 2000   | Socorro                            | LINEAR               |
| 22079 Kabinoff     | 2000 AU151   | 8 tháng 1 năm 2000   | Socorro                            | LINEAR               |
| 22080 Emilevasseur | 2000 AS161   | 4 tháng 1 năm 2000   | Socorro                            | LINEAR               |
| 22081 -            | 2000 AA165   | 8 tháng 1 năm 2000   | Socorro                            | LINEAR               |
| 22082 Rountree     | 2000 AD165   | 8 tháng 1 năm 2000   | Socorro                            | LINEAR               |
| 22083 -            | 2000 AN165   | 8 tháng 1 năm 2000   | Socorro                            | LINEAR               |
| 22084 -            | 2000 AX168   | 7 tháng 1 năm 2000   | Socorro                            | LINEAR               |
| 22085 -            | 2000 AA169   | 7 tháng 1 năm 2000   | Socorro                            | LINEAR               |
| 22086 -            | 2000 AG170   | 7 tháng 1 năm 2000   | Socorro                            | LINEAR               |
| 22087 -            | 2000 AZ175   | 7 tháng 1 năm 2000   | Socorro                            | LINEAR               |
| 22088 -            | 2000 AT185   | 8 tháng 1 năm 2000   | Socorro                            | LINEAR               |
| 22089 -            | 2000 AA186   | 8 tháng 1 năm 2000   | Socorro                            | LINEAR               |
| 22090 -            | 2000 AC186   | 8 tháng 1 năm 2000   | Socorro                            | LINEAR               |
| 22091 -            | 2000 AY186   | 8 tháng 1 năm 2000   | Socorro                            | LINEAR               |
| 22092 -            | 2000 AQ199   | 9 tháng 1 năm 2000   | Socorro                            | LINEAR               |
| 22093 -            | 2000 AG200   | 9 tháng 1 năm 2000   | Socorro                            | LINEAR               |
| 22094 -            | 2000 AQ200   | 9 tháng 1 năm 2000   | Socorro                            | LINEAR               |
| 22095 -            | 2000 AY204   | 11 tháng 1 năm 2000  | Socorro                            | LINEAR               |
| 22096 -            | 2000 AF229   | 3 tháng 1 năm 2000   | Socorro                            | LINEAR               |
| 22097 -            | 2000 BH4     | 21 tháng 1 năm 2000  | Socorro                            | LINEAR               |
| 22098 -            | 2000 BJ16    | 30 tháng 1 năm 2000  | Socorro                            | LINEAR               |
| 22099 -            | 2000 EX106   | 14 tháng 3 năm 2000  | Catalina                           | CSS                  |
| 22100 -            | 2000 GV93    | 5 tháng 4 năm 2000   | Socorro                            | LINEAR               |